# 条尾绯鲤
条尾绯鲤（学名：Upeneus bensasi）为羊鱼科绯鲤属的鱼类，俗名朱笔、红鱼、蜡烛油、鲱鲤、三条、朱不。屬於暖體內堆積魚類，棲息於水深20-40公尺左右。

## 特征
长椭圆形身体，稍侧扁，长约20厘米；红色，鳍和须为黄色，尾鳍上叶有3－5条棕色斜纹；口小，上颌稍长，两颌、犁骨和腭骨都具有细牙；眼睛大，上侧位；身体被栉鳞；背鳍2个，腹鳍侧位，尾鳍分叉。

## 分布
分布于印度洋非洲东岸、红海、东至朝鲜、日本以及中国沿海等，属于暖水性底层鱼类。其主要生活于水深20至40米以及泥或泥沙底质的海区。该物种的模式产地在长崎。